# یوکی اوگاکی
یوکی اوگاکی (ژاپنی: 大垣 勇樹؛ زادهٔ ۲۸ فوریهٔ ۲۰۰۰) یک بازیکن فوتبال اهل ژاپن است.
از باشگاه‌هایی که در آن بازی کرده‌است می‌توان به باشگاه فوتبال ناگویا گرامپوس و باشگاه فوتبال ایواته گرولا موریوکا اشاره کرد.